# Municipio de Newfield
El municipio de Newfield (en inglés: Newfield Township) es un municipio ubicado en el condado de Oceana en el estado estadounidense de Míchigan. En el año 2020 tenía una población de 2329 habitantes y una densidad poblacional de 25,19 personas por km².

## Geografía
El municipio de Newfield se encuentra ubicado en las coordenadas 43°36′11″N 86°6′27″O / 43.60306, -86.10750. Según la Oficina del Censo de los Estados Unidos, el municipio tiene una superficie total de 92.46 km², de la cual 83,6 km² corresponden a tierra firme y (9,59 %) 8,86 km² es agua.

## Demografía
Según el censo de 2010, había 2401 personas residiendo en el municipio de Newfield. La densidad de población era de 25,97 hab./km². De los 2401 habitantes, el municipio de Newfield estaba compuesto por el 95,17 % blancos, el 0,33 % eran afroamericanos, el 0,58 % eran amerindios, el 0,33 % eran asiáticos, el 1,37 % eran de otras razas y el 2,21 % eran de una mezcla de razas. Del total de la población el 4,58 % eran hispanos o latinos de cualquier raza.